# CCTV-2
CCTV2 (中国中央电视台财经频道S)  è il canale della tv cinese che tratta di economia. Attraverso il satellite APSTAR－1A trasmette in tutto il paese per tutto il giorno.